# Míriam Nogueras
Nogueras Camero est un nom catalan. Le premier nom de famille, paternel, est Nogueras ; le second, maternel, souvent omis, est Camero ; les deux sont fréquemment liés par la conjonction « i ».
Míriam Nogueras i Camero, née à Dosrius le 11 mai 1980, est une femme politique espagnole membre de Junts per Catalunya (JxCat).
Elle est élue députée de la circonscription de Barcelone lors des élections générales de décembre 2015.

## Biographie

### Profession
Míriam Nogueras i Camero est entrepreneuse. Elle est copropriétaire d'une entreprise en création textile.

### Activités politiques
Elle est élue conseillère municipale de Cardedeu en 2015.
Le 20 décembre 2015, elle est élue députée pour Barcelone au Congrès des députés et réélue en 2016.